# NeXT
NeXT, Inc. (posteriormente NeXT Computer, Inc. e NeXT Software, Inc.) foi uma empresa norte-americana de tecnologia, sediada em Redwood City, Califórnia, especializada em workstations para os mercados de educação superior e de negócios, passando depois a desenvolver software para a web. Foi fundada em 1985 pelo CEO Steve Jobs, o cofundador da Apple Computer, que havia sido forçado a deixar a Apple naquele ano. A NeXT estreou com o NeXT Computer em 1988 e lançou o NeXTcube e o NeXTstation em 1990. As vendas foram relativamente modestas, com cerca de 50 mil unidades ao todo. Mesmo assim, a programação orientada a objetos e a interface gráfica do usuário mostraram-se fortemente influentes na indústria de computação.
A NeXT firmou parceria com a Sun Microsystems para criar o ambiente de programação OpenStep, que separou a camada de aplicação do sistema operacional NeXTSTEP para ser executada em sistemas de terceiros. Em 1993, a empresa abandonou o hardware para focar-se na comercialização do OPENSTEP for Mach, sua própria implementação do OpenStep para outros fabricantes. A NeXT desenvolveu o WebObjects, uma das primeiras plataformas empresariais para desenvolvimento de aplicações web dinâmicas; apesar de seu preço inicial de US$50 000 ($99 978 em 2025), serviu como um exemplo inovador de páginas dinâmicas, em oposição a conteúdo estático.
Em 1997, a Apple fundiu-se com a NeXT, em um negócio de US$ 427 milhões que incluía 1,5 milhão de ações da Apple. O acordo convidava Steve Jobs (até então chairman e CEO da NeXT) a assumir um papel consultivo na Apple, e o OPENSTEP for Mach foi integrado ao Mac OS clássico, dando origem ao Rhapsody e Mac OS X.
Vários softwares se originaram na NeXT, como o primeiro navegador web e os jogos Doom e Quake.

## História

### Antecedentes
Em 1985, o cofundador e CEO da Apple, Steve Jobs, liderava a divisão “SuperMicro”, responsável pelo Macintosh e Lisa. Esses produtos tinham boa aceitação em universidades, pois Jobs pessoalmente visitava algumas renomadas instituições para promover seus computadores e porque havia o Apple University Consortium, um programa de descontos para o meio acadêmico.:56,67,72 O Consortium lucrou mais de US$50 milhões com vendas de computadores até fevereiro de 1984.
Jobs conheceu Paul Berg (laureado com o Nobel de Química) durante um almoço no Vale do Silício em homenagem ao presidente da França François Mitterrand.:72 Berg lamentou o alto custo e tempo consumidos em laboratórios molhados (wet labs) para pesquisas em DNA recombinante, sugerindo que Jobs poderia usar sua influência para criar o que ele chamou de “computador 3M” visando o ensino superior.
Jobs se interessou pela ideia de Berg de uma “workstation” para universidades. Na mesma época, a Apple passava por tensões: a divisão de Jobs não lançara versões aprimoradas do Macintosh, e suas vendas caíram,:193 forçando a empresa a encalhar milhões de dólares em estoque sem vender.:227 Em 1985, John Sculley afastou Jobs de seu cargo executivo e colocou Jean-Louis Gassée em seu lugar.:291 Jobs, então, iniciou uma disputa de poder para retomar o controle. O conselho de administração apoiou Sculley, e Jobs partiu numa viagem de negócios pela Europa e União Soviética representando a Apple.

### Equipe original NeXT

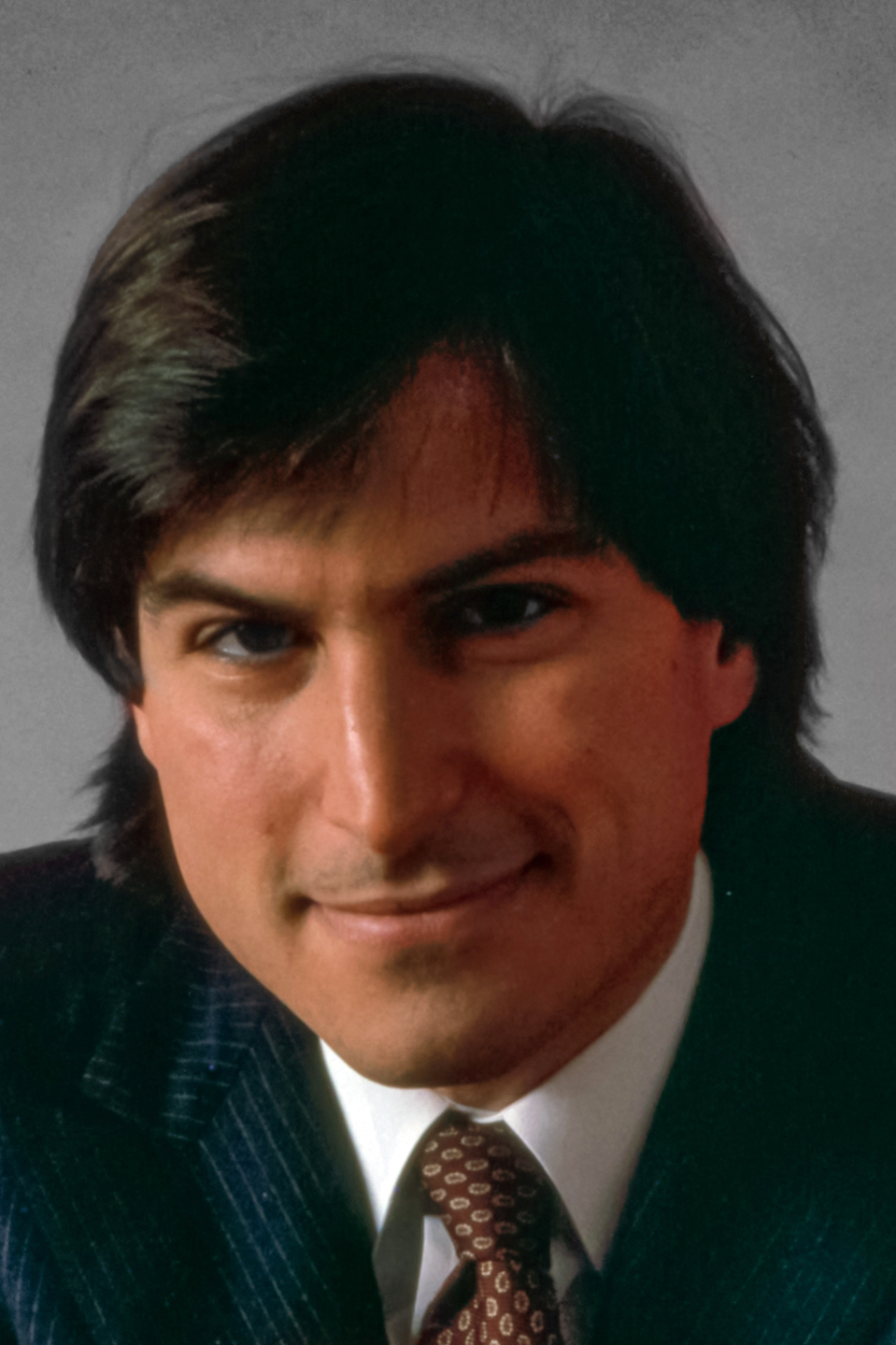
Steve Jobs, fotografado em 1984, fundou a NeXT em 1985.

Em setembro de 1985, após meses sendo deixado de lado, Jobs se demitiu da Apple. Ele informou ao conselho que sairia para criar uma nova empresa de computadores, levando alguns funcionários da divisão SuperMicro, mas afirmou que seu novo empreendimento não competiria com a Apple e até cogitava licenciar seus designs como Macintosh.
Vários ex-funcionários da Apple o acompanharam na NeXT, como Joanna Hoffman, Bud Tribble, George Crow, Rich Page, Susan Barnes, Susan Kare e Dan'l Lewin. Após consultarem grandes compradores na área de educação (incluindo Paul Berg novamente), definiram as especificações iniciais para a workstation. O objetivo era ser potente o suficiente para laboratórios de simulação e acessível a ponto de caber em quartos de dormitórios estudantis. Em 23 setembro 1985, a Apple processou a NeXT, acusando Jobs de se aproveitar de informações privilegiadas,:75:44 mas a ação foi arquivada antes de chegar ao julgamento.:75
Em 1986, Jobs contratou o designer gráfico Paul Rand para desenvolver a identidade visual da empresa por US$ 100 mil. Sobre o trabalho, Jobs lembrou: “Pedi algumas opções, e ele respondeu: 'Não, vou resolver o seu problema e você vai me pagar. Não precisa usar a solução. Se quer opções, fale com outro'”. Rand fez um folheto de 20 páginas descrevendo a marca, inclusive o ângulo exato (28°) para o logotipo e uma nova grafia do nome, “NeXT”.

### 1987–1993: NeXT Computer

#### Primeira geração
Steve Jobs, sobre o objetivo do NeXT Computer

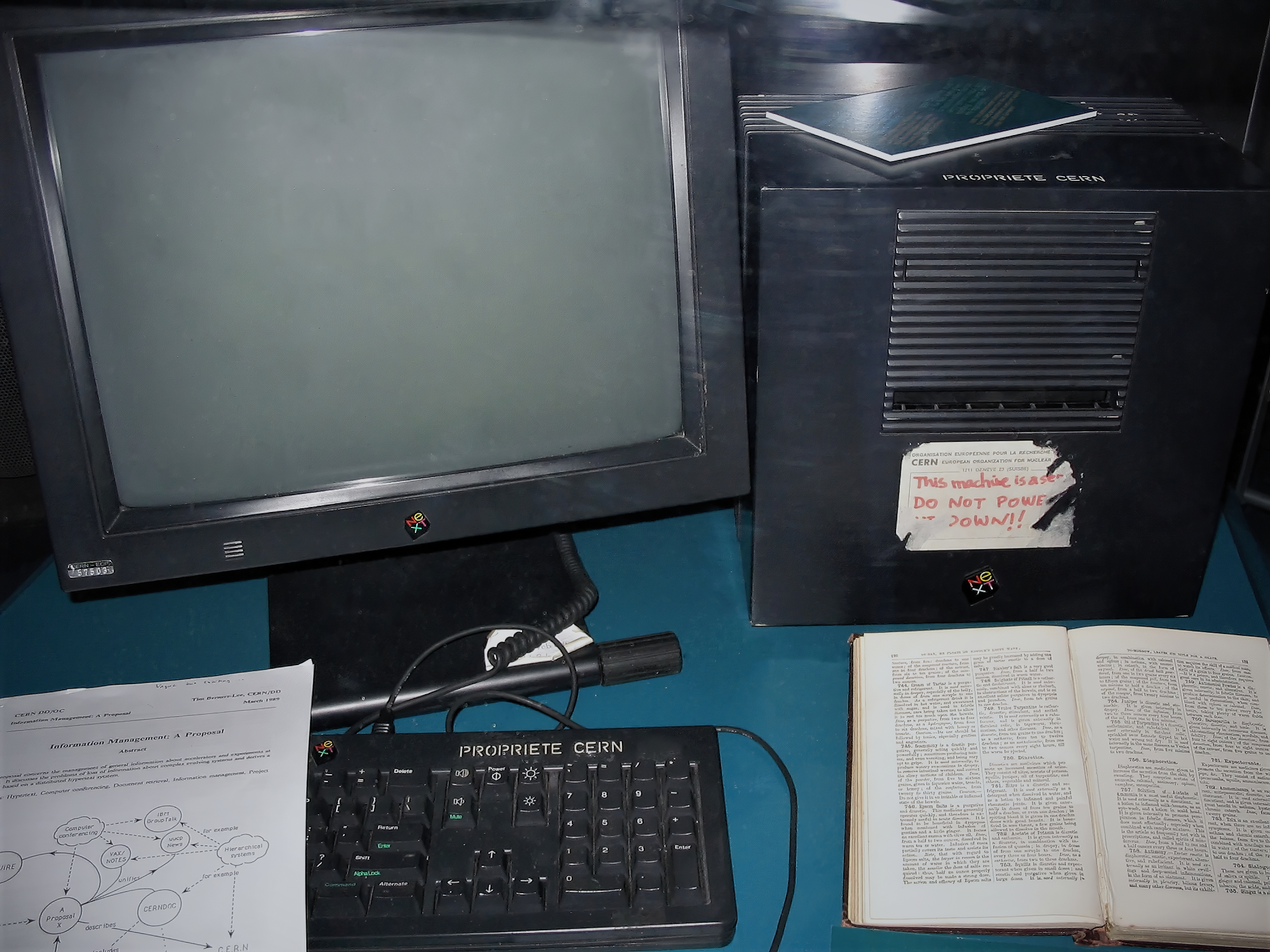
Um NeXT Computer usado pelo cientista Sir Tim Berners-Lee no CERN para criar o primeiro servidor web e navegador web/editor web.

No meio de 1986, a NeXT mudou seu plano de negócio para desenvolver também hardware, além de software. Rich Page liderou o projeto de hardware, enquanto Avie Tevanian cuidava do sistema operacional NeXTSTEP baseado em Mach. A primeira fábrica da NeXT, em Fremont, Califórnia, ficou pronta em 1987, podendo montar cerca de 150.000 máquinas ao ano.:72 O primeiro produto foi o NeXT Computer, apelidado “the cube” (o cubo), por seu gabinete de magnésio preto, de formato cúbico com aproximadamente 30 cm, desenhado pela equipe de Hartmut Esslinger na Frog Design.
Em 1987, Ross Perot se tornou o primeiro grande investidor externo da NeXT, aplicando US$20 milhões por 16% das ações, após ver um documentário sobre a NeXT em 1986. Em 1988, passou a integrar o conselho de diretores.
NeXT e Adobe colaboraram no Display PostScript (DPS), motor de gráficos 2D lançado em 1987. Engenheiros da NeXT criaram uma variante do windowing engine para otimizar o DPS no NeXTSTEP.
O projeto inicial previa concluir o computador no começo de 1987, e vendê-lo por US$ 3000 em meados do ano. Em 12 outubro 1988, o NeXT Computer foi aplaudido de pé quando revelado num evento de gala chamado “NeXT Introduction”, na Louise M. Davies Symphony Hall em San Francisco. No dia seguinte, aconteceu o “The NeXT Day” no Hotel San Francisco Hilton, com apresentações técnicas do NeXT Computer, sendo Jobs o principal orador.
As primeiras unidades foram vendidas em 1989 a universidades com NeXTSTEP 0.9 (versão beta) pré-instalada. Inicialmente, a meta era o mercado universitário dos EUA, a US$ 6500, e o computador foi analisado em várias revistas, focando principalmente no hardware. Quando questionado sobre o atraso do lançamento, Jobs respondeu: “Atrasado? Este computador está cinco anos adiantado!”.
O NeXT Computer usava um Motorola 68030 (25 MHz). Avaliou-se usar o Motorola 88000 (RISC), mas ele não estava disponível em volume suficiente. Tinha de 8 a 64 MB de RAM, um drive magneto-óptico (MO) de 256 MB, disco rígido de 40 MB (apenas swap), 330 MB ou 660 MB, Ethernet 10BASE2, NuBus e um monitor MegaPixel de 17 polegadas em tons de cinza (1120×832). Em 1989, PCs, Macs ou Amigas geralmente vinham com uns poucos megabytes de RAM, telas de 640×480 (16 cores) ou 320×240 (4 096 cores) e 10–20 MB de disco. O NeXT foi o primeiro a ter um DSP (Motorola 56001) na placa, permitindo processamento sofisticado de áudio e música, inclusive o software Music Kit.
O drive MO fabricado pela Canon Inc. era o principal dispositivo de armazenamento. Embora fosse uma tecnologia emergente, era mais barato, mas bem mais lento que HDs (seek time de 96 ms). Jobs negociou o preço inicial da Canon (US$150) para que fosse revendido a US$50. Contudo, tal drive dificultava a troca de arquivos entre máquinas, pois havia só uma unidade MO e não se podia ejetar o disco sem desligar o computador. Isso, somado a sua capacidade limitada e velocidade fraca, o tornou insuficiente como principal repositório para o NeXTSTEP.
Em 1989, a NeXT fez acordo com a Businessland (ex-revenda Compaq) para vender o NeXT Computer no mercado internacional, mudando o modelo anterior de vendas diretas a estudantes e universidades. O fundador da Businessland, David Norman, previu que as vendas do NeXT Computer superariam as da Compaq em 12 meses.
Ainda em 1989, a Canon investiu US$100 milhões por 16,67% da NeXT, avaliando a empresa em quase US$600 milhões. Uma das condições era instalar o NeXTSTEP em estações de trabalho Canon, ampliando muito o mercado do NeXTSTEP. Depois que a NeXT saiu do hardware, a Canon produziu sua linha “object.station” (modelos 31, 41, 50 e 52), otimizados para rodar NeXTSTEP em Intel. A Canon era a distribuidora oficial da NeXT no Japão.
O NeXT Computer foi lançado em 1990 por US$ 9 999. Em junho de 1991, Perot deixou o conselho para focar-se em sua empresa, Perot Systems.

#### Segunda geração

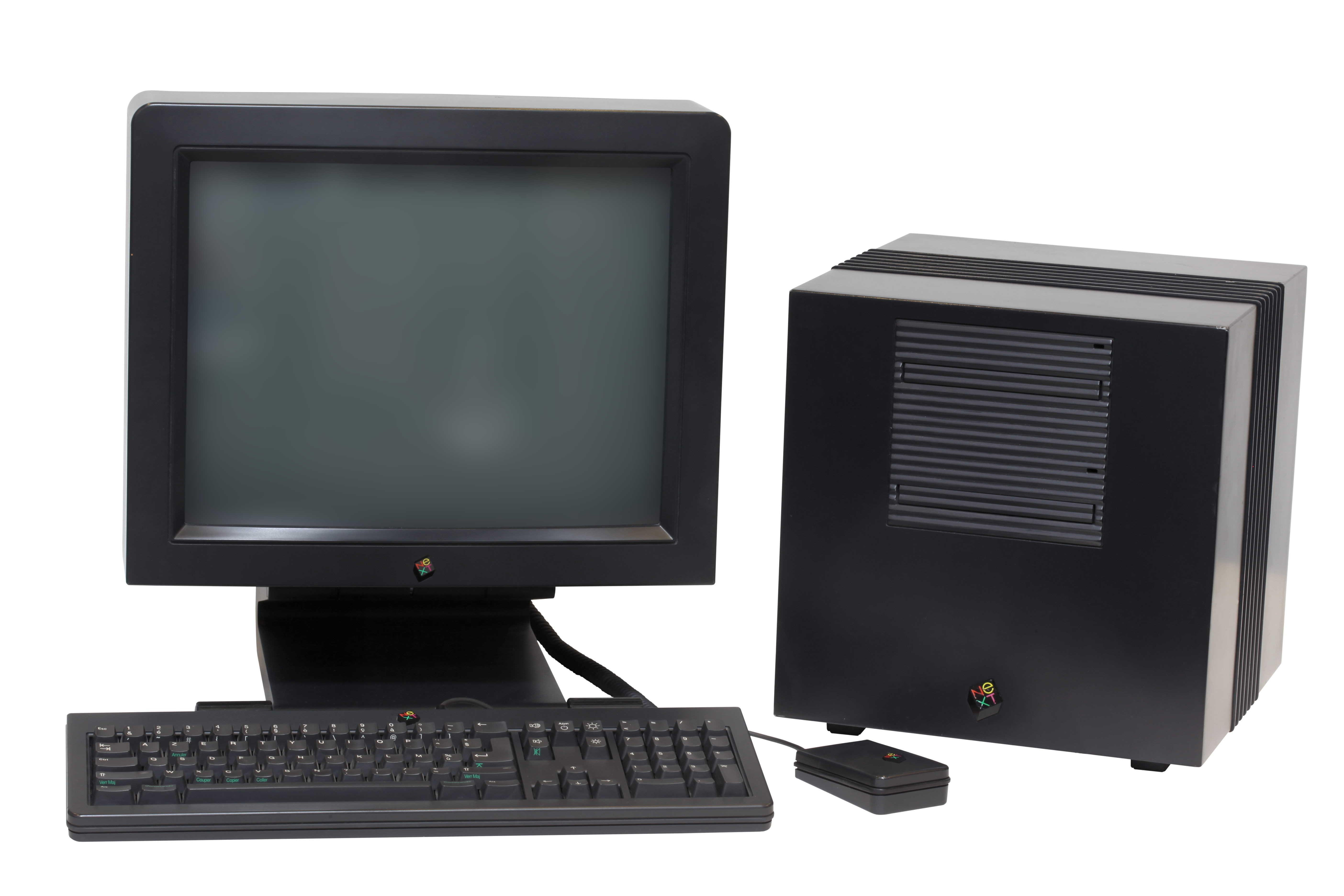
Um NeXTcube com monitor NeXT.

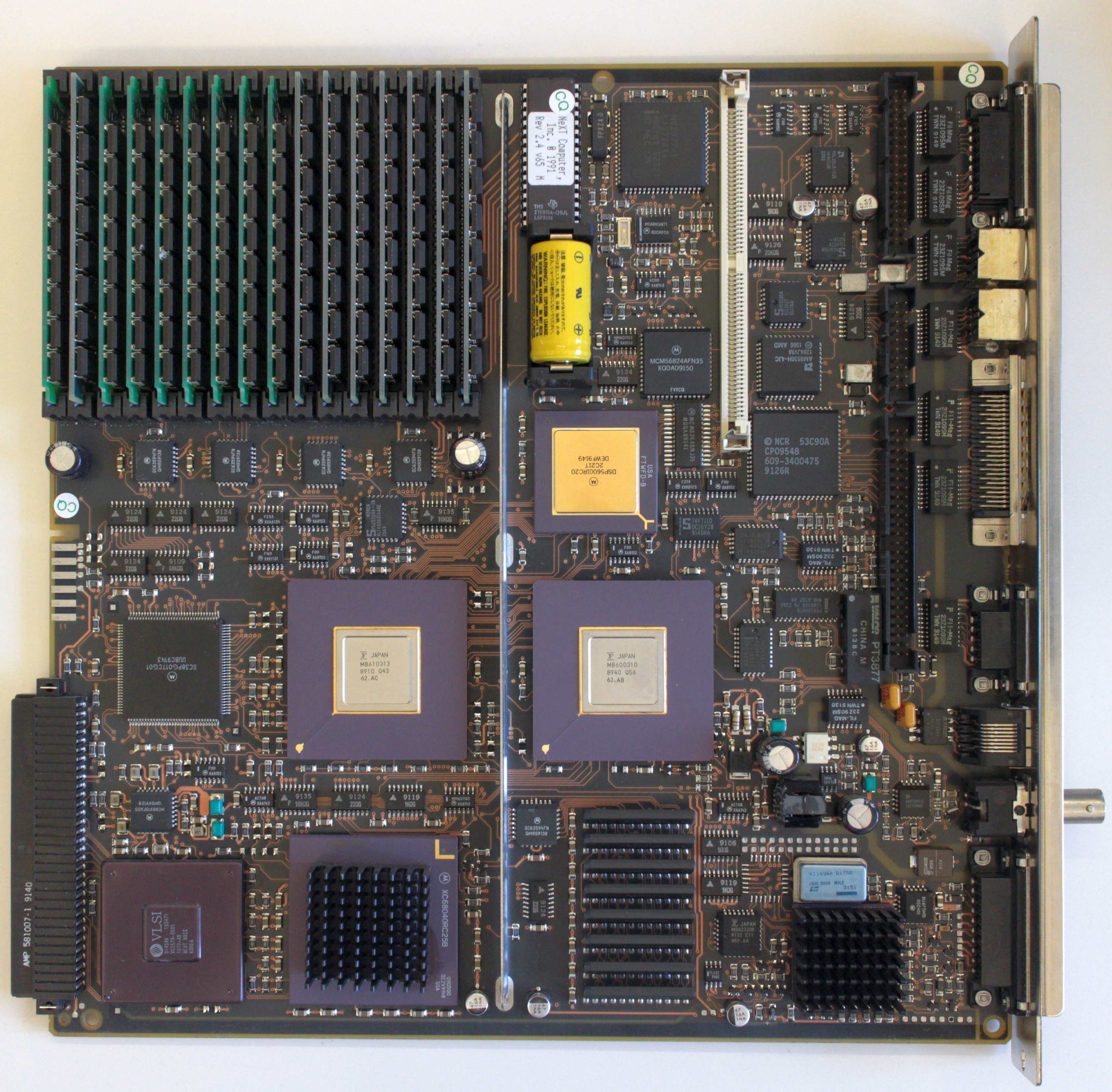
Placa-mãe do NeXTcube (1990) com Motorola 68040 (parte inferior).

Em 1990, foram lançados NeXTcube (uma versão aprimorada do NeXT Computer) e NeXTstation (bem mais fino). O NeXTstation era apelidado de “the slab”. No lugar de disquetes 2,88 MB, que eram caros e nunca se popularizaram, a NeXT adotou o CD-ROM, antecipando um futuro padrão de armazenamento no setor. Disponibilizou também recursos gráficos coloridos no NeXTstation Color e via aceleradora NeXTdimension no NeXTcube. Com o processador Motorola 68040, os modelos eram mais baratos e velozes que a primeira geração.
Em 1992, surgiram versões “Turbo” do NeXTcube e NeXTstation, com processador 68040 de 33 MHz e até 128 MB de RAM. Nesse ano, venderam-se 20 mil unidades (incluindo upgrades de placa-mãe como vendas de sistema). Esse volume era modesto, mas a empresa relatou receita de US$140 milhões em 1992, o que motivou a Canon a injetar mais US$ 30 milhões para sustentar a empresa.

Em toda sua existência, a NeXT vendeu ao todo 50 mil cópias do NeXTSTEP, diz Jobs. Não é uma base instalada grande, então ele prevê embarcar mais 50 mil pacotes NeXTSTEP em 1993. Mas a NeXT precisa triplicar esse volume para ganhar tração suficiente e evitar que Microsoft e Taligent dominem o mercado de software orientado a objetos.

Revista UnixWorld, abril de 1993
No total, 50 mil máquinas NeXT foram vendidas, inclusive milhares para a National Reconnaissance Office (NRO). Havia intenção de migrar para uma das arquiteturas RISC emergentes, a NeXT RISC Workstation (NRW). Inicialmente, seria adotado o Motorola 88110, mas, devido a incertezas sobre o futuro dos 88000, redesenhou-se em torno de dois PowerPC 601. Eventualmente, a NeXT encerraria sua produção de hardware, cancelando também esse projeto RISC.

### 1993–1996: NeXT Software, Inc.
No fim de 1991, preparando-se para sair do mercado de hardware, a NeXT começou a portar o sistema operacional NeXTSTEP para PCs com Intel 80486. Em janeiro de 1992, a versão para Intel foi demonstrada na NeXTWorld Expo. Até meados de 1993, ela foi lançada como NeXTSTEP 3.1 (NeXTSTEP 486).
O NeXTSTEP 3.x foi portado depois para plataformas PA-RISC e SPARC, resultando em quatro variantes: NeXTSTEP/NeXT, NeXTSTEP/Intel, NeXTSTEP/PA-RISC e NeXTSTEP/SPARC. Embora as últimas três não fossem amplamente usadas, NeXTSTEP tornou-se popular em certas instituições financeiras (First Chicago NBD, Swiss Bank, O'Connor and Company) por seu sofisticado modelo de programação. Também foi adotado por várias agências governamentais norte-americanas, como o Naval Research Laboratory, National Security Agency, ARPA, CIA e a NRO.
Em 1993, a NeXT deixou o ramo de hardware e foi renomeada para NeXT Software, Inc., demitindo 230 de seus 530 funcionários. A NeXT negociou vender sua divisão de hardware (incluindo a fábrica de Fremont) à Canon, mas o acordo foi cancelado. O trabalho num modelo PowerPC foi encerrado, assim como todo hardware. O CEO da Sun, Scott McNealy, anunciou um investimento de US$ 10 milhões em 1993 para usar o NeXTSTEP em futuros sistemas Sun. A NeXT aliou-se à Sun para criar o OpenStep (tirando a camada de aplicação do NeXTSTEP e tornando-a executável em outros sistemas). Em 1994, a Microsoft iniciou cooperação com a NeXT para portar o OpenStep ao Windows NT, mas o projeto nunca foi lançado.
No mesmo período, a NeXT lançou o WebObjects, uma plataforma para aplicações web empresariais, embora seu custo inicial de US$ 50 000 limitasse a adoção, ainda que fosse um marco inicial de páginas dinâmicas na web. O WebObjects foi empregado em grandes corporações, como Dell, Disney, Deutsche Bank e BBC, além da própria Apple para o iTunes Store e loja online.

### 1997–2006: Aquisição pela Apple
Avie Tevanian, descrevendo a escolha da Apple entre NeXT e Be
Em 20 dezembro 1996, a Apple anunciou a compra da NeXT. O valor do negócio foi de US$ 427 milhões em dinheiro, ações, opções e dívida. O objetivo era substituir o Mac OS clássico pelo NeXTSTEP. Jobs retornaria à Apple como consultor.
O acordo se concretizou em 7 fevereiro 1997. Em 2000, Jobs se tornou CEO da Apple de forma definitiva, mantendo o posto até renunciar em 24 agosto 2011, pouco antes de falecer em 5 outubro 2011.

Vários executivos da NeXT substituíram pares da Apple, após Jobs reestruturar o conselho da empresa. Nos cinco anos seguintes, o sistema NeXTSTEP foi portado para a arquitetura PowerPC dos Mac, junto com versões Intel e ARM. Esse sistema, codinomeado Rhapsody, viria a se tornar o Mac OS X Server 1.0 (1999) e depois o Mac OS X 10.0 (2001). A biblioteca de desenvolvimento do NeXTSTEP, “OpenStep for Mach”, foi renomeada para Cocoa. A camada “Blue Box” passou a ser “Classic Environment” e o “Carbon” substituiu as antigas APIs do Mac OS clássico.

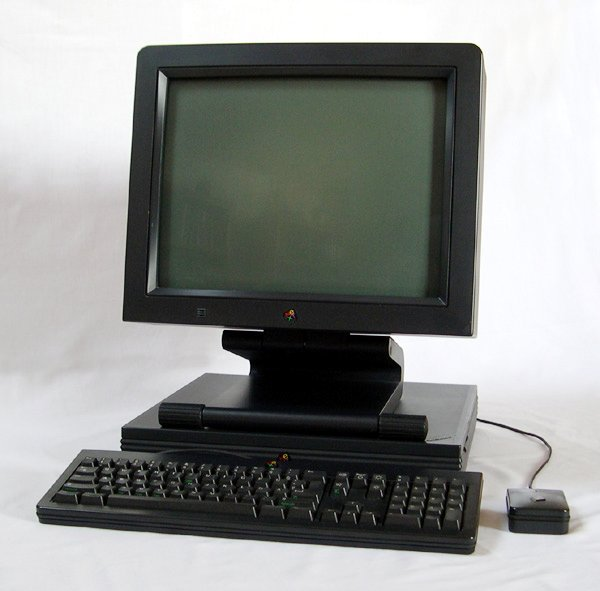
NeXTstation

### Legado
Embora pouco lucrativa, a NeXT teve impacto profundo na indústria. Seus conceitos de programação orientada a objetos e interface gráfica serviram de referência no mercado após o lançamento de 1988.
Muitos concorrentes surgiram como respostas ao NeXT. Por exemplo, a Microsoft anunciou o projeto Cairo em 1991, com recursos orientados a objetos para uma versão do Windows NT, mas acabou abandonando-o.
O consórcio Taligent também era visto como competidor da NeXT no início dos anos 1990, mas acabou lançado tarde demais, comparado ao sistema maduro do NeXT.
Vários desenvolvedores escolheram o ambiente NeXT para inovações. Em 1990, o cientista Tim Berners-Lee criou o primeiro navegador e servidor web num NeXT Computer. Os jogos Doom e Quake foram criados pela id Software usando computadores NeXT. Houve outros softwares comerciais, como Altsys Virtuoso (vetor com recursos de paginação) — posteriormente portado para Mac/Windows como Aldus FreeHand v4 — e a planilha Lotus Improv.